# Marcia Jeovani
Marcia Cristina Araújo Jeovani (Araruama, 10 de outubro de 1964) é uma política brasileiro, filiado ao DEM.
Se elegeu deputado estadual no Rio de Janeiro em 2014 para o mandato 2015–2019.
Em abril de 2015, em polêmica votação, foi um dos parlamentares a votar a favor da nomeação de Domingos Brazão para o Tribunal de Contas do Estado do Rio de Janeiro, nomeação esta muito criticada na época.
Em 17 de novembro de 2017, votou pela revogação da prisão dos deputados Jorge Picciani, Paulo Melo e Edson Albertassi, denunciados na Operação Cadeia Velha, acusados de integrar esquema criminoso que contava com a participação de agentes públicos dos poderes Executivo e do Legislativo, inclusive do Tribunal de Contas, e de grandes empresários da construção civil e do setor de transporte.
Nas eleições de 2018, Marcia Jeovani não foi reeleita deputada estadual para a 12ª legislatura (2019–2023) da Assembleia Legislativa do Estado do Rio de Janeiro (Alerj). No pleito, como candidata do Democratas (DEM), Marcia obteve 19.062 votos, ficando inicialmente com a 3ª suplência do partido.

## Controvérsias

### Relatório sobre transações bancárias suspeitas
Em dezembro de 2018, veio à tona um relatório de 422 páginas do Conselho de Controle de Atividades Financeiras (Coaf) que havia sido anexado pelo Ministério Público Federal à investigação que origem à Operação Furna da Onça e que ganhou grande repercussão nacional por envolver um ex-assessor parlamentar de Flávio Bolsonaro, filho do presidente Jair Bolsonaro. O documento reúne informações a respeito de operações bancárias de 75 funcionários e ex-servidores da Assembleia Legislativa do Estado do Rio de Janeiro (Alerj) citadas em comunicados sobre transações financeiras suspeitas. As operações suspeitas, que envolvem pessoas que trabalham ou trabalharam em 20 gabinetes de deputados estaduais do Rio de Janeiro de diferentes matizes ideológicas, totalizam mais de R$ 207 milhões.
O relatório do Coaf apontou que funcionários do gabinete de Marcia Jeovani na Alerj movimentaram um total de R$ 2,1 milhões entre janeiro de 2016 e janeiro de 2017. Por meio de sua assessoria, Marcia informou que não possui acesso à conta bancária de cada funcionário de seu gabinete para fiscalizar movimentações financeiras e que está apurando as informações veiculadas. Já o Ministério Público Federal, em nota, esclareceu que nem todas as movimentações atípicas citadas no documento seriam, necessariamente, ilícitas.